# Friedrich-Ludwig-Jahn-Gymnasium Rathenow
Das Friedrich-Ludwig-Jahn-Gymnasium Rathenow ist ein staatliches Gymnasium in Rathenow. Die allgemeinbildende weiterführende Schule wurde 1991 gegründet. Das Schulgebäude ist seit 1930 Schulstandort und war ursprünglich als Knabenvolksschule gegründet worden. Es steht unter Denkmalschutz.

## Geschichte des Gebäudes
Am 11. Januar 1930 wurde das Gebäude als Knabenvolksschule mit einer Festrede von Oberbürgermeister Lindner im ehemaligen Landkreis Westhavelland der Provinz Brandenburg eingeweiht. Der Beschluss des Magistrats, der Stadtverordnetenversammlung und der Schuldeputation zum Bau einer neuen Lehranstalt lag vier Jahre zurück und war aufgrund wachsender Schülerzahlen unumgänglich, denn übrige Bildungseinrichtungen – Neustädtische Schule, Altstädtische Schule und Hagenschule – stießen an die Kapazitätsgrenzen. Mit großzügig und gut ausgestatteten Fachräumen, einem naturkundlichen Übungssaal, einer großzügigen Turnhalle und einem Schwimmbecken im Keller war das neue Schulgebäude architektonisch eine Besonderheit in der damaligen Schullandschaft. Über 1200 Schüler wurden in 31 Klassen von 31 Lehrern unterrichtet.
Die Weltwirtschaftskrise hatte 1931 die Kürzung des Unterrichtes und Gehaltskürzungen für Lehrer zur Folge, eine Notverordnung wurde verabschiedet. Wegen „politischer Unzuverlässigkeit“ wurde Rektor Sommerfeld 1933 seines Amtes enthoben, Hausmeister Behrend und Lehrer Kipper und Weihs verhaftet sowie die Elternbeiräte abgeschafft. Zwei Räume wurden zu Luftschutzkellern ausgebaut. Seit 1935 wurde die Schule als Mittelschule mit „gehobenen Klassen“ (Rektor Prell) und als Jahnschule (Rektor Gratzig) geführt.
Mit Beginn des Zweiten Weltkrieges wurde 1939 die Pflichtstundenzahl der Lehrer erhöht, statt Geschichtsunterricht lehrte man Gegenwartskunde und die Sammlung von Heilkräutern und Altstoffen war Bestandteil des Unterrichts. Flak-Einheiten nutzten fast vier Wochen lang die Räume zu militärischen Zwecken. 1943 wurde die Schule zu einem Lazarett umfunktioniert. Der Westflügel wurde von US-amerikanischen Bombern fast vollständig zerstört. Am 1. Oktober 1945 wurde der Unterricht im Dreischichtsystem wieder aufgenommen. Im Dezember 1945 zählte die Schule 1463 Schüler, 12 Lehrer, 9 Lehrerinnen, 1 Schulamtsbewerber und 15 Schulhelfer. Die Stadtverordnetenversammlung verlieh der Jahnschule mit Schulleiter Zierenberg, der 1950 von Mrositzki abgelöst wurde, den Namen „Friedrich Engels“. Im Schuljahr 1960/61 unterrichteten 41 Lehrkräfte in 33 Klassen, darunter auch Sportklassen, über 1000 Schüler der Engelsschule und der Bürgelschule im Gebäude der Jahnstraße. Die Einheitsschule mit Rektor Weiler erhielt den Namen „Karl Marx“ und wurde in Grundschule (Klasse 1 bis 8) und Oberschule (Klasse 9 bis 12) geteilt. Das Gebäude beherbergte bis zum Jahr 1964 die EOS „Karl Marx“, zeitweise war es auch Heimat anderer Bildungseinrichtungen wie der Bruno-H.-Bürgel-Schule. Bis zur Wende befanden sich in dem U-förmigen Gebäude in der Jahnstraße 33 zwei Schulen – die Friedrich-Engels- und die Ernst-Thälmann-Oberschule.
Nach der Wende, am 1. September 1991, nahm die Schule als städtisches „Gymnasium 1“ ihren Oberstufenunterricht unter Leitung von Barbara Kreft auf und erhielt im Februar 1992 durch einen Beschluss der Stadtverordneten den früheren Namen „Friedrich Ludwig Jahn“ (1778–1852).

## Profil der Schule
Das Gymnasium befindet sich im östlichen Teil der Innenstadt der Kreisstadt Rathenow des Kreises Havelland. Der Einzugsbereich  umfasst Rathenow, Premnitz, Rhinow und alle umliegenden Gemeinden; etwa 50 Prozent der Schüler kommen aus der Stadt Rathenow.
Einen zentralen Platz im Schulprofil hat seit 1998 der bilinguale Unterricht. Jährlich eine bilinguale Klasse mit erweitertem Englischunterricht, Sachfachunterricht in der Fremdsprache sowie einem Methodenkurs in der Sekundarstufe II, in der Englisch Arbeitssprache ist, bilden das Kernstück dieses Unterrichts.
Seit dem Schuljahr 2007/08 können im Land Brandenburg Schüler bereits nach vier Jahren Grundschulzeit zur Förderung besonderer Leistungen und Begabungen an Gymnasien oder Gesamtschulen aufgenommen werden. Das Friedrich-Ludwig-Jahn-Gymnasium Rathenow gehört zu den 35 Brandenburger Bildungseinrichtungen, die eine Leistungs- und Begabungsklasse (LuBK) einrichten dürfen. Die Förderung der Kinder wird nicht nur auf ein Profil beschränkt, sondern enthält auch eine spezielle Förderung im naturwissenschaftlichen und sprachlichen Bereich. Realisiert wird dieser besondere Förderungsanspruch durch eine darauf abgestimmte Unterrichtsplanung. Diese enthält den Profilunterricht im Bereich Sprachen und Naturwissenschaften und frühzeitigen Methoden- und Informatikunterricht. Inhaltlich vertiefende Zusatzangebote (Enrichment) werden in Themenwochen oder an Thementagen, über den Besuch außerunterrichtlicher Lernorte und durch vielfältige Differenzierungs- und Projektarbeiten realisiert.
Das Gymnasium ist eine Schule mit offenen Ganztagsangeboten und orientiert sich an drei Teilkonzeptionen:
1. Das andere Lernen schließt vor allem bestehende Schul- und Kooperationsprojekte ein, in denen zu einem hohen Anteil fächerverbindendes und neues Lernen praktiziert wird.
2. Die Lernwerkstatt bietet die Förderung leistungsstarker und leistungsschwächerer Schüler in verschiedenen Bereichen.
3. Die pädagogisch begleiteten oder selbstorganisierten Freizeitaktivitäten umfassen Kurs- und AG-Angebote, z. B. im musisch-künstlerischen, sprachlichen, sportlichen und naturwissenschaftlichen Bereich.

Die Berufs- und Studienorientierung ist zu einem umfangreichen und planvollen Teil des Schullebens gewachsen. In der Sekundarstufe I konzentriert sich diese Aufgabe schwerpunktmäßig auf den WAT-Unterricht. Für die Sekundarstufe II haben seit 2007/2008 mit der Teilnahme an der Initiative „Studium lohnt“ der Uni Potsdam, der jährlichen Studienwoche, dem Studienfeldbezogenen Beratungstest und den Hochschulinformationstagen eine neue Qualität erreicht. Praktika in beiden Sekundarstufen und eine regelmäßige Berufs- und Studienberatung mit Unterstützung der Agentur für Arbeit, des Methodenkurses in der Oberstufe sowie Akademievorträge sind weitere Maßnahmen der Berufs- und Studienorientierung. Im Juni 2011 wurde das Friedrich-Ludwig-Jahn-Gymnasium Rathenow vom Verein „Netzwerk Zukunft. Schule und Wirtschaft für Brandenburg e. V.“ für seine nachhaltige Verankerung der Berufs- und Studienorientierung im Schulprofil ausgezeichnet und trägt seither den Titel „Schule mit hervorragender Berufs- und Studienorientierung“.
Ein Schwerpunkt der kulturellen Bildungsarbeit liegt in einer Bandbreite internationaler Kontakte. Diese Auslandskontakte stärken die kommunikative Kompetenz in der jeweiligen Zielsprache und ermöglichen, das Fremde und Neue zu erleben und zu entdecken. Zum Profil gehören internationale Projekte, unter anderem das Comenius-Projekt. Schulpartnerschaften mit europäischen Schulen in Finnland, Italien, Tschechien und Frankreich werden jährlich durch die Schüleraustausche erlebbar.
Mit dem Medienentwicklungsplan und dessen schrittweise Realisierung durch den Schulträger hat sich die technische Ausstattung (WLAN im gesamten Gebäude, Videoprojektoren in Fachräumen, drei Computerkabinette) des Gymnasiums auf einem hohen Niveau etabliert.